# Кромвель, Вингфилд, 2-й граф Ардгласс
Вингфилд Кромвель, 2-й граф Ардгласс (англ. Wingfield Cromwell, 2nd Earl of Ardglass; 12 сентября 1624 — 3 октября 1668) — английский дворянин и пэр, сын Томаса Кромвеля, 1-го графа Ардгласса, и Элизабет Меверелл. Он носил дополнительные титулы 2-го виконта Лекейла и 5-го барона Кромвеля.

## Биография
Вингфилд Кромвель родился 12 сентября 1624 года в городе Троули, графство Стаффордшир, и получил образование в школе Стоун, графство Стаффордшир. Старший сын и наследник Томаса Кромвеля, 1-го графа Ардгласса (1594—1653), и Элизабет Меверелл (? — 1653).
Он поступил в Тринити-колледж, Дублинский университет, Дублин, Лейнстер, 20 марта 1637/1638 года, получив почетную степень доктора гражданского права (DCL) от Оксфордского университета, Оксфорд, Оксфордшир, в 1642 году.
В апреле 1649 года, во время Гражданской войны в Англии, Вингфилд Кромвель сражался за короля Англии Карла I Стюарта и был взят в плен, когда сражался против парламентариев в Честере.
В ноябре 1653 года после смерти своего отца Вингфилд Кромвель унаследовал титулы 5-го барона Кромвеля (Пэрство Англии), 2-го виконта Лекейла в Ольстере (Пэрство Ирландии) и 2-го графа Ардгласса (Пэрство Ирландии).
44-летний Вингфилд Кромвель скончался 3 октября 1668 года и был похоронен в Иламе, графство Стаффордшир. Ему наследовал его единственный сын, Томас Кромвель, 3-й граф Ардгласс.

## Брак и дети
Вингфилд Кромвель женился на Мэри Рассел (до 1634 — после 12 сентября 1687), дочери сэра Уильяма Рассела, 1-го баронета из Уитли (ок. 1602—1669), и Фрэнсис Рид, дочери сэра Томаса Рида. У супругов родился единственный сын:
- Томас Кромвель, 3-й граф Ардгласс (29 ноября 1653 — 11 апреля 1682)

Его вдова вышла замуж во второй раз между 1670 и 1675 годами за поэта Чарльза Коттона (1630—1687) из Бересфорд-Холла, Ноттингемшир, и умерла в 1675 году или после 12 сентября 1687 года.